# Heleophrynidae
Heleophrynidae é uma família de anfíbios pertencentes à ordem anura, subordem Neobatrachia.
Esta família é constituída pelos género Heleophryne e Hadromorphryne e 6 espécies. Habitam as áreas montanhosas da África do Sul.

## Espécies
- Heleophryne
  - Heleophryne hewitti Boycott, 1988.
  - Heleophryne orientalis FitzSimons, 1946.
  - Heleophryne purcelli Sclater, 1898.
  - Heleophryne regis Hewitt, 1910.
  - Heleophryne rosei Hewitt, 1925.
- Hadromophryne
  - Hadromophryne natalensis (Hewitt, 1913)